# 猫リセット
「猫リセット」は、日本の音楽ユニットずっと真夜中でいいのに。の楽曲。2021年12月2日にEMI Recordsより、各種音楽配信サービスにてリリースされた。

## 概要
前作『ばかじゃないのに』以来約5か月ぶりのリリースとなった。
2021年12月2日にYouTubeにて公開されたミュージックビデオではIndeedとコラボレーションしている。